# Juan Manuel Polar y Carasas
Juan Manuel Polar y Carasas, (Arequipa, 27 de diciembre de 1809 – ib., 14 de mayo de 1881) fue un magistrado, diplomático y político peruano. Fue ministro de Relaciones Exteriores en 1868, durante el gobierno interino del general Pedro Diez Canseco.

## Biografía
Hijo de Valentín Polar y Juana de Dios Carazas. Estudió en el Seminario de San Jerónimo de su ciudad natal. Se trasladó a Lima donde estudió el método de enseñanza lancasteriano, y de vuelta en Arequipa, estableció una escuela siguiendo dicha influencia (1827). Pero dejó la labor educativa para completar sus estudios en la recién fundada Universidad Nacional de San Agustín (1829). Se recibió de abogado el 1 de octubre de 1832.
Fue secretario de la prefectura de Arequipa (1834) y juez de primera instancia (1839), pero renunció cuando el coronel Manuel Ignacio de Vivanco encabezó en Arequipa la revolución regeneracionista contra el gobierno de Gamarra y exigió un juramento de obediencia a todos los funcionarios (1841). Posteriormente, se plegó a la revolución constitucionalista que los generales Domingo Nieto y Ramón Castilla encabezaron contra el gobierno de facto de Vivanco, autodenominado el Directorio (1843-1844). Durante esta campaña ejerció el cargo de secretario general.
Fue nombrado vocal de la Corte Superior de Arequipa en 1844 y resultó elegido diputado por Arequipa en 1845, representación que mantuvo hasta 1851. Tras jubilarse de la magistratura en 1858, fue acreditado como ministro plenipotenciario en Bolivia (1859) y luego en Chile (1859-1862).
Durante la guerra civil peruana de 1867, se sumó al bando revolucionario encabezado en Arequipa por su coterráneo, el general Pedro Diez Canseco, ejerciendo el cargo de secretario. Y cuando dicho general asumió el gobierno interino de la República, fue designado ministro de Relaciones Exteriores, cargo que ejerció de 28 de enero a 4 de agosto de 1868. En tal investidura le correspondió firmar el contrato para la construcción del ferrocarril de Mollendo a Arequipa.

## Descendencia
Casado con María Manuela Vargas Maldonado, fue padre de:
- Carlos Rubén Polar (1852-1927), abogado y magistrado;
- Jorge Polar Vargas (1856-1932) catedrático y escritor; y
- Juan Manuel Polar Vargas (1868-1936), maestro y escritor.
- Estela Polar Vargas (1850-1906) Madre de Manuel G. Suarez Polar (Rector de Universidad San Agustin y Presidente de la Corte Superior de Arequipa)